# Rivetina elegans
Rivetina elegans är en bönsyrseart som beskrevs av Mistshemko 1967. Rivetina elegans ingår i släktet Rivetina och familjen Mantidae. Inga underarter finns listade i Catalogue of Life.